# Pegomya nigrisquama
Pegomya nigrisquama är en tvåvingeart som först beskrevs av Stein 1888.  Pegomya nigrisquama ingår i släktet Pegomya och familjen blomsterflugor.
Artens utbredningsområde är Tyskland. Arten har ej påträffats i Sverige. Inga underarter finns listade i Catalogue of Life.